# Acarbose
L'acarbose (C25H43NO18) est un médicament utilisé pour traiter le diabète de type 2. Il est commercialisé en Europe sous la marque Glucobay et en France sous le nom de Glucor (Bayer AG), ou comme générique (Arrow, Biogaran, Eg, Zentiva). C'est un inhibiteur de l'alpha-glucosidase, une enzyme entérique qui libère le glucose des plus grands glucides. Le principal effet secondaire est la perte de selles ou la diarrhée, qui limite son emploi. Ces effets secondaires s'atténuent avec le temps généralement. C'est un antidiabétique oral modéré.
C'est un triholoside. Il est contre-indiqué pour les personnes ayant un quelconque problème au niveau des intestins.
Des essais contrôlés randomisés individuels et des revues systématiques et des méta-analyses d'essais contrôlés randomisés ont montré que l'acarbose réduit l'incidence du diabète, de l'hypertension, des maladies cardiovasculaires, de l'infarctus du myocarde et de l'accident vasculaire cérébral chez les personnes à risque de diabète de type 2, et l'infarctus du myocarde et les maladies cardiovasculaires chez les personnes atteintes de diabète de type 2,,,,.
L'acarbose augmente de 15% l'espérance de vie médiane des souris mâle,, et de 30% associé a la rapamycine.